# Прямой эфир (фильм)
«Прямой эфир» — российский драматический триллер Карена Оганесяна, одну из главных ролей в котором исполнил Кирилл Кяро.

## Сюжет
Богатый блогер Егор приезжает в Северную Осетию для съёмки тест-драйва автомобиля с горы, однако, когда он приезжает, его встречает помощник Александр, который говорит, что тест-драйв машины отменён. Тогда они с Егором едут на территорию памятника архитектуры «Город мёртвых». Во время поездки Александр не даёт Егору себя снимать, из-за чего Егор выходит из себя. Он начинает хамить водителю, который вскоре высаживает их около Города Мёртвых и уезжает. Егор снимает окрестности в прямом эфире, и вдруг Александр наступает на противопехотную мину. Егор решает использовать это в своих целях. Он ставит телефон, записывающий видео в прямом эфире, и начинает издеваться над Александром. Тем временем всё это по телефону видит дочка Александра, Нина, которая начинает сильно волноваться и от этого впоследствии теряет сознание. Александр кидается в Егора камнями, что лежат неподалёку, однако Егор начинает шантажировать его, что расскажет все Нине, о которой он знает по рассказам Александра. После этого Егор делает вид, что звонит в МЧС, однако на самом деле звонит своему менеджеру, которая просит его остановится и вызвать МЧС, однако Егор не слушает. Он заставляет Александра надеть рекламную куртку, снимая всё на видео. Вскоре видео увидел МЧС-ник Алан, тоже живущий где-то на Северном Кавказе. Александр был неонацистом в 80-х годах и убил сестру Алана, а тот теперь хочет отомстить. Он берет кинжал и выезжает в сторону Александра.
Тем временем Егор рассказывает, что Александр должен сойти с мины и взорваться, тогда Егор якобы переведёт деньги на лечение Нины. Они начинают спорить. Вскоре Егор выясняет, что Александр ранее был «нациком», и рассказывает ему, что за ним едет некий Алан. Через несколько часов стояния на мине рядом начинает пастись стадо баранов. Вскоре один из баранов наступает на другую мину и взрывается, пугая Александра, который падает со своей мины, но она не срабатывает. Александр начинает гоняться за Егором, и тот в конце концов наступает на еще одну мину. Александр начинает в отместку издеваться над Егором и мочится на его ботинки, после чего делает вид, что уходит, а сам звонит в МЧС. Камера всё еще снимает. Тем временем Егор сходит с мины, которая взрывается, а Егору в прямом эфире отрывает ногу. Пока Егор катается по земле, подъезжает Алан. Александр берёт Егора на руки и несёт к Алану. Алан несколько раз ударяет Александра в живот кинжалом, а сам уезжает вместе с Егором. Александр предположительно умирает, а Егор попадает в больницу, где вскоре начинает поправляться. Фильм заканчивается на сцене, где Егор из больницы отправляет на лечение Нины 5 миллионов рублей.

## В ролях
| Актёр               | Роль         |
| ------------------- | ------------ |
| Кирилл Кяро         | Александр    |
| Павел Чернышёв      | Егор         |
| Ирина Воронова      | Алина        |
| Ангелина Стречина   | Ася          |
| Сослан Фидаров      | Алан Габисов |
| Ульяна Пилипенко    | Нина         |
| Анастасия Тодореску | Катя         |

## Отзывы и оценки
Фильм получил в основном отрицательные отзывы в российской прессе. Максим Ершов (Film.ru) оценил фильм на 3 балла из 10, назвав его «дидактическим и фальшивым триллером о бессмысленной погоне за хайпом». Валерий Кичин также остался невысокого мнения о работе Оганесяна и посчитал его «откровенным браком».